# Епархија рашко-призренска
Епархија рашко-призренска или Епархија рашко-призренска и косовско-метохијска је епархија Српске православне цркве.
Надлежни архијереј је митрополит Теодосије (Шибалић), а седиште епархије се налази у Призрену. Број верника ове епархије је у опадању због политичких притисака и дешавања која су довела до исељавања српског становништва.

## Историја
Епархија рашко-призренска оформљена је 1808. године спајањем две древне епархије Српске цркве: Рашке и Призренске. Ове две епархије помињу се у повељама византијског цара Василија II почетком 11. века, а 1219. године улазе у састав светосавске аутокефалне Архиепископије жичке. Уздизањем Архиепископије жичке на степен Патријаршије (1346), Призренска епархија постаје митрополија. Обе епархије припадале су обновљеној Српској патријаршији, од 1557. до 1766. године. Током 18. века, Призренској епархији је прикључена стара Липљанска епархија, а након укидања патријаршије (1766) придодата јој је и Пећ са подручјем бивше Хвостанске епархије. У међувремену, турске власти су најкасније средином 18. века од православних Срба одузеле и у џамију претвориле древну саборну цркву Богородице Љевишке, која је вековима служила као катедрални храм Призренске епархије. Уједињење Рашке и Призренске епархије извршено је у два корака: прво је рашком митрополиту Јоаникију Георгијевићу придодата дужност администратора у Призренској епархији, а потом су обе епархије спојене у једну, Рашко-призренску (1808).
У време спајања, функцију епархијског катедралног храма вршила је Стара црква Светог Ђорђа у Призрену. Епархија је 1856. године започела изградњу новог Саборног храма Светог Ђорђа у Призрену, који је довршен и освештан тек 1887. године. Током 1894. године, Рашко-призренској епархији је припојен дотадашњи североисточни део Херцеговачке епархије, са срезовима Пљевља и Пријепоље чиме је извршено заокруживање епархијског подручја.
Током 19. века, Цариградска патријаршија је у ову епархију по правилу слала архијереје несрпске народности. Такво стање трајало је све до 1896. године, када је за новог рашко-призренског митрополита постављен Дионисије Петровић, који је био Србин. Његовим избором испуњен је један од главних захтева православних Срба у областима Рашке, Косова и Метохије, који су годинама уназад тражили да им се уместо фанариота постављају владике српске народности. Након смрти владике Дионисија (1900), за новог рашко-призренског митрополита је постављен Нићифор Перић (1901—1911), такође Србин. Општи положај српског народа на овим подручјима крајем 19. и почетком 20. века био је веома тежак. Митрополити рашко-призренски су код турских власти често морали да предузимају кораке у циљу заштите српског живља од злоупотреба локалних званичника и арбанашког насиља над српским народом у Косовском вилајету.
Такво стање трајало је све до 1912. године, када је целокупно подручје ове епархије ослобођено на почетку Првог балканског рата (1912—1913). Већ током јесени јесен 1912. године, војске Србије и Црне Горе протерале су турску војску из области Рашке, Косова и Метохије. Према међусобном споразуму, већи део подручја Рашко-призренске епархије припао је Србији, а мањи део је припао Црној Гори. Коначно разграничење извршено је посебним споразумом између Србије и Црне Горе од 12. новембра 1913. године. За намесника у делу епархије који је припао Србији постављен је прота Стеван Димитријевић, док је део епархије који је припао Црној Гори реорганизован у посебну Пећку епархију за чијег је епископа постављен Гаврило Дожић. Већ током пролећа 1914. године покренуту су преговори са Цариградском патријаршијом ради канонског укључивања Рашко-призренске епархије у састав Београдске митрополије, али ова иницијатива је морала бити обустављена због избијања Првог светског рата. Уједињење свих српских црквених покрајина спроведено је 1920. године.
Уставом Српске православне цркве из 1931. године укинута је посебна Пећка епархија, а њено подручје је подељено, тако да су протопрезвитеријати берански и бјелопољски ушли у састав Митрополије црногорско-приморске, пљеваљски у састав Митрополије дабробосанске, а читава Метохија у састав Епархије рашко-призренске, док је Манастир Пећка патријаршија као патријаршијска ставропигија остао у непосредној надлежности српског патријарха.
За време окупације током Другог светског рата (1941—1944), епархија је тешко пострадала, а процес њеног систематског уништавања је настављен и током раздобља комунистичке власти (1944—1989). Епархија рашко-призенска је радила попис начињене штете током Другог светског рата. Њихове активности је ометала Управа државне безбедностни. Тако су запленили све пописане податке из Намесништва гњиланског и страх се увукао у парохе који су престали да поднесе извештаје. По одлукама локалних власти многе српске цркве на Косову и Метохији су претваратане у магацинске просторе. У неким случајевима су претварене у штале у којима су Албанци држали стоку.
Током Косовске кризе и НАТО агресије на СРЈ, епархија је поново пострадала, велики део свештенства и народа је протеран, а многи манастири и парохијске цркве су оштећени или разорени од стране терористичких формација ОВК. Уништавање епархије настављено је 2004. године, током Мартовског погрома.
Пошто је на подручју Рашко-призренске епархије током историје постојало неколико српских епархија, након 1999. године су обновљени предлози за поновну успоставу појединих епархија. Ово питање је разматрао и од стране Светог архијерејског сабора СПЦ који је на пролећном заседању 2011. године усвојио закључак о постојању оправданих пастирских разлога за будућу обнову древне Рашке епархије. Спровођење овог закључка је одложено до наступања повољнијих прилика.

## Манастири
1. Бањска,
2. Брњак,
3. Будисавци,
4. Високи Дечани,
5. Врачево,
6. Гориоч,
7. Грачаница,
8. Девине Воде,
9. Девич (оштећен 1999, спаљен 2004. године, обновљен),
10. Драганац,
11. Дубоки Поток,
12. Ђурђеви ступови,
13. Зочиште (срушен 1999, обновљен 2004. године),
14. Кончул,
15. Пећка патријаршија (ставропигија, под управом српског патријарха),
16. Свети Арханђели (спаљен 1999. и 2004. године, у обнови),
17. Соколица,
18. Сопоћани,
19. Сочаница,
20. Тушимља,
21. Успења Пресвете Богородице (уништен 2004, обновљен 2007. године), метох манастира Високи Дечани,
22. Церањска Река, метох манастира Сочаница,
23. Црна Река,
24. Улије.

## Срушени манастири и манастиришта
На подручју Рашко-призренске епархије постоји велики број манастира девастираних 1999. године који још нису обновљени, као и на десетине манастиришта за које постоје материјални и писани трагови да је ту некада постојао манастир.
Срушени манастири и позната манастиришта:
1. Ајновце — Тавница,
2. Арханђел Михаило,
3. Бањска — Свети Степан,
4. Барска Слатина,
5. Бело Поље — Свети Спас,
6. Беривојце,
7. Бесиње — Пустиња,
8. Билуша,
9. Билинце,
10. Бинач (Бузовик) (срушен 1999. године),
11. Богородица Хвостанска,
12. Св. Спиридон у Божевцу (Новобрдска Крива Река),
13. Буковац — Богородица,
14. Ваганеш,
15. Велика Јабланица,
16. Видање,
17. Војсиловица,
18. Враниште,
19. Врбница,
20. Вучитрн,
21. Горанце,
22. Голем Камен,
23. Добра Вода (Петровица),
24. Доње Љупче,
25. Добрушта,
26. Злаш,
27. Јежевица,
28. Кабаш,
29. Кметовце,
30. Козник,
31. Кориша (срушен 1999. године),
32. Кош,
33. Крајни Дел,
34. Кузмикан, Кузмићани, Козмекан,
35. Мушутиште (срушен 1999. године),
36. Петраковац,
37. Потрч (Клина),
38. Радевац,
39. Радивојце,
40. Рапче — Драгаш,
41. Ресник — Клина,
42. Рестелица — Драгаш,
43. Русеница,
44. Свети Петар Коришки,
45. Света Варвара,
46. Света Пречиста — Долац (срушен 1999. године),
47. Свети Ахилије,
48. Свети Арханђели (Горње Неродимље) (срушен 1999. године),
49. Свети Урош (Горње Неродимље) (срушен 1999. године),
50. Свети Ђорђе,
51. Свети Јован — Гњилане,
52. Свети Никола,
53. Слатина,
54. Словиње,
55. Стража,
56. Тамница,
57. Трпеза,
58. Трпеза — Свети Ђорђе,
59. Трстеник (Глоговац),
60. Урошевац,
61. Убожац,
62. Чичевица.

## Епархијски архијереји
Митрополити рашко-призренски (1808—1920):
| Портрет | Име и презиме         | Време службе | Напомене                        |
| ------- | --------------------- | ------------ | ------------------------------- |
|         | Јоаникије             | 1789—1818    | епархије спојене 1808. године   |
|         | Захарија              | 1819—1830    |                                 |
|         | Ананије               | 1830—1836    |                                 |
|         | Герман                | 1836—1838    |                                 |
|         | Синесије              | 1838—1840    |                                 |
|         | Игњатије              | 1840—1849    |                                 |
|         | Партеније             | 1849—1854    |                                 |
|         | Мелентије Спандонидис | 1854—1895    | последњи Грк (фанариот)         |
|         | Дионисије Петровић    | 1896—1900    |                                 |
|         | Нићифор Перић         | 1901—1911    |                                 |
|         | Гаврило Дожић         | 1911—1920    | издвојена Пећка епархија (1912) |

Епископи рашко-призренски, након 1920:
| Портрет | Име и презиме         | Време службе                 | Напомене                          |
| ------- | --------------------- | ---------------------------- | --------------------------------- |
|         | Михаило Шиљак         | 1920—1928                    |                                   |
|         | Серафим Јовановић     | 1928—1945                    | ухапшен и депортован у Албанију   |
|         | Владимир Рајић        | 1947—1956                    | администрирао епархијом 1945—1947 |
|         | Павле Стојчевић       | 1957—1990                    | 1990. постао Патријарх српски     |
|         | Артемије Радосављевић | 1991—2010                    |                                   |
|         | Атанасије Јевтић      | администрирао епархијом 2010 |                                   |
|         | Амфилохије Радовић    | администрирао епархијом 2010 |                                   |
|         | Теодосије Шибалић     | од 2010                      |                                   |